# Петрово (Западно-Казахстанская область)
Петрово (каз. Петрово) — село в Зеленовском районе Западно-Казахстанской области Казахстана. Входит в состав Январцевского сельского округа. Находится примерно в 104 км к востоку от села Перемётное. Код КАТО — 274479300.
Село расположено на правом притоке Урала реке Ембулатовка.

## Население
В 1999 году население села составляло 151 человек (73 мужчины и 78 женщин). По данным переписи 2009 года, в селе проживало 360 человек (181 мужчина и 179 женщин).